# Giovanna Pedroso
Giovanna Gomes Almeida Pedroso (Río de Janeiro, 15 de octubre de 1998) es una deportista brasileña que compite en saltos de plataforma. Ganó dos medallas en los Juegos Panamericanos, plata en 2015 y bronce en 2023.

## Palmarés internacional
| Juegos Panamericanos | Juegos Panamericanos | Juegos Panamericanos | Juegos Panamericanos   |
| Año                  | Lugar                | Medalla              | Prueba                 |
| -------------------- | -------------------- | -------------------- | ---------------------- |
| 2015                 | Toronto (Canadá)     | Medalla de plata     | Plataforma 10 m sincro |
| 2023                 | Santiago (Chile)     | Medalla de bronce    | Plataforma 10 m sincro |